# La Liga de 1985–86

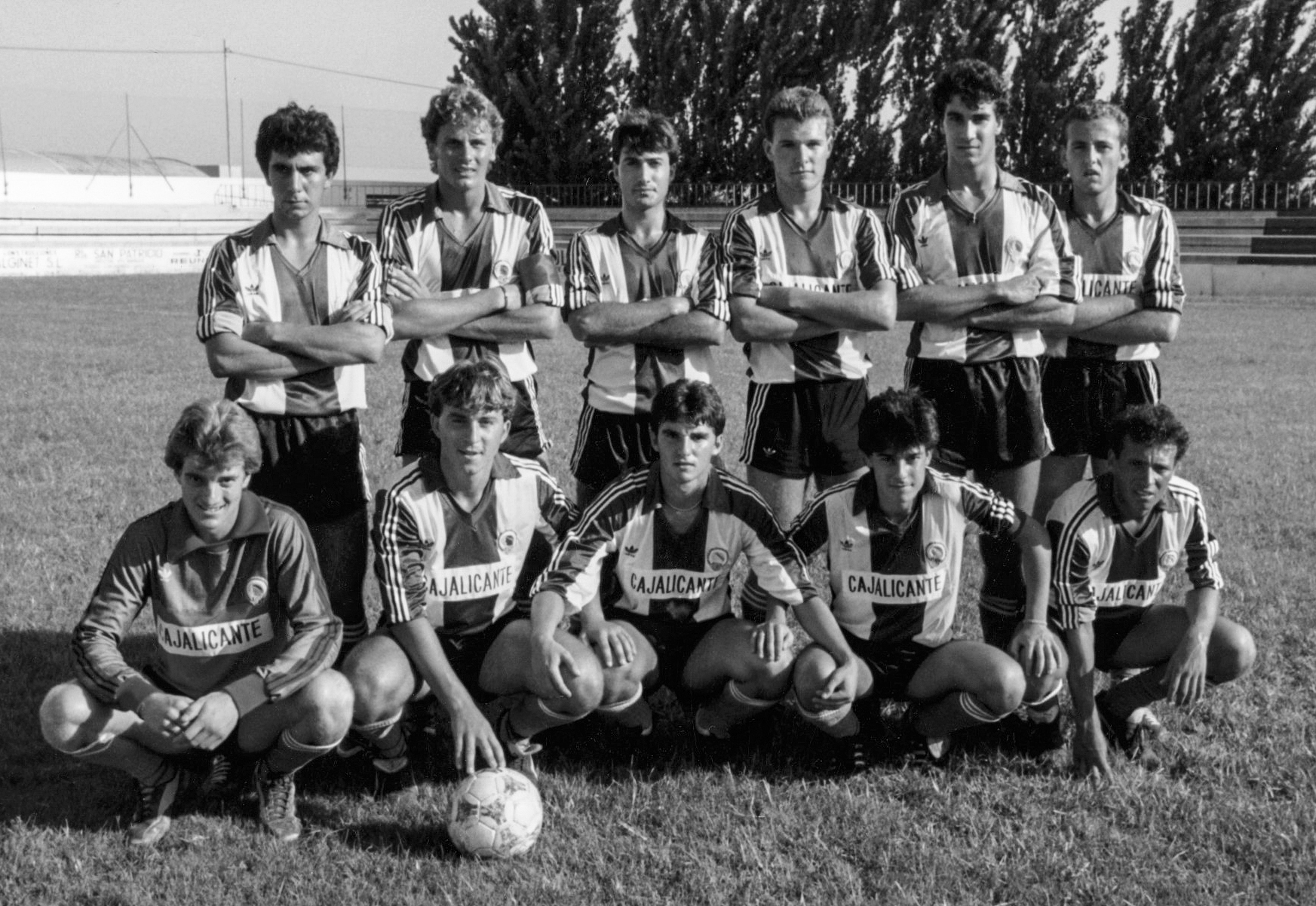
Hércules desceu naquele ano.

A La Liga de 1985–86 foi a 55º edição da Primeira Divisão da Espanha de futebol. Com 18 participantes, o campeão foi o Real Madrid.